# Ниски окръг
Ниски окръг (на полски: Powiat nyski) е окръг в Южна Полша, Ополско войводство. Заема площ от 1223,88 км2. Административен център е град Ниса.

## География
Окръгът се намира в историческия регион Силезия. Разположен е край границата с Чехия в югозападната част на войводството.

## Население
Населението на окръга възлиза на 142 119 души (2012 г.). Гъстотата е 116 души/км2.

## Административно деление
Административно окръгът е разделен на 9 общини.
Градско-селски общини:
- Община Глухолази
- Община Корфантов
- Община Ниса
- Община Отмухов
- Община Пачков

Селски общини:
- Община Каменник
- Община Ламбиновице
- Община Пакославице
- Община Скорошице

## Галерия
- Глухолази
- Корфантов
- Ниса
- Отмухов
- Пачков